# Rallye Griechenland 2007
Die 54. Rallye Griechenland (auch Rallye Akropolis genannt) war der achte von 16 FIA-Weltmeisterschaftsläufen 2007. Die Rallye bestand aus 21 Wertungsprüfungen und wurde zwischen dem 31. Mai und dem 3. Juni ausgetragen.

## Bericht
Marcus Grönholm (Ford) konnte den Vorjahressieg bei der Rallye Griechenland wiederholen. Mit dem zweiten Sieg in Folge hatte er außerdem seinen Vorsprung als WM-Führender auf Sébastien Loeb (Citroën) weiter ausgebaut. Die Sommerpause verbrachte Grönholm mit 65 Punkten in der Fahrer-Weltmeisterschaft und mit neun Punkten Vorsprung auf Loeb. Anders als auf Sardinien, wo Grönholm nur wegen eines Fehlers von Loeb gewinnen konnte, war Grönholm diesmal im Duell immer vor Loeb klassiert im Gesamtklassement. Grönholm musste am Freitagmorgen als erster auf die Wertungsprüfung und verlor Zeit. Doch dann startete er von Rang vier aus eine erfolgreiche Aufholjagd. Grönholm schob sich Rang um Rang nach oben und beendete den Tag mit einer hauchdünnen Führung vor den am Mittag noch führenden Petter Solberg und Chris Atkinson (beide Subaru). Grönholm legte am Samstag die Grundlage für seinen Sieg. Er fuhr in den beiden Durchfahrten der fast 50 Kilometer langen Wertungsprüfung Agii Theodori jeweils die Bestzeit und führte am Ende des Tages mit 43,3 Sekunden vor der Konkurrenz. In der gleichen Wertungsprüfung wollte Loeb eigentlich die Führung von Grönholm angreifen, doch zwei Reifenschäden stoppten ihn. Loeb musste daher Schadensbegrenzung betreiben und den zweiten Rang vor Petter Solberg verteidigen.
Gesamtvierter wurde Mikko Hirvonen (Ford), der nach seiner Bestzeit bei der ersten Wertungsprüfung am Donnerstagabend als Führender in den Freitag ging. Am Samstag kam Hirvonen mit rund 150 km/h von der Straße ab, raste in mehrere Büsche und verlor wertvolle Zeit. Mit einer kaputten Windschutzscheibe kämpfte er sich weiter durch die Rallye, von diesem Zeitpunkt an lag aber mehr als der vierte Platz nicht mehr drin.

## Klassifikationen

### Endresultat
| Pos.   | Fahrer            | Beifahrer       | Auto                     | Zeit      | Rückstand | Punkte |
| WRC    | WRC               | WRC             | WRC                      | WRC       | WRC       | WRC    |
| ------ | ----------------- | --------------- | ------------------------ | --------- | --------- | ------ |
| 1      | Marcus Grönholm   | Timo Rautiainen | Ford Focus RS WRC        | 3:49:22.6 | 00:00.0   | 10     |
| 2      | Sébastien Loeb    | Daniel Elena    | Citroën C4 WRC           | 3:50:01.0 | 00:38.4   | 8      |
| 3      | Petter Solberg    | Phil Mills      | Subaru Impreza WRC       | 3:50:56.7 | 01:34.1   | 6      |
| 4      | Mikko Hirvonen    | Jarmo Lehtinen  | Ford Focus RS WRC        | 3:52:03.9 | 02:41.3   | 5      |
| 5      | Henning Solberg   | Cato Menkerud   | Ford Focus RS WRC        | 3:54:15.3 | 04:52.7   | 4      |
| 6      | Chris Atkinson    | Stéphane Prévot | Subaru Impreza WRC       | 3:55:54.3 | 06:31.7   | 3      |
| 7      | Jan Kopecký       | Filip Schovánek | Škoda Fabia WRC          | 3:57:38.4 | 08:15.8   | 2      |
| 8      | Manfred Stohl     | Ilka Minor      | Citroën Xsara WRC        | 3:58:18.8 | 08:56.2   | 1      |
| PCWRC  |                   |                 |                          |           |           |        |
| 1 (15) | Toshi Arai        | Tony Sircombe   | Subaru Impreza WRX STI   | 4:10:08.9 | 20:46.3   | 10     |
| 2 (16) | Andreas Aigner    | Klaus Wicha     | Mitsubishi Lancer Evo IX | 4:13:07.3 | 23:44.7   | 8      |
| 3 (17) | Mirco Baldacci    | Giovanni Agnese | Subaru Impreza WRX STI   | 4:13:21.8 | 23:59.2   | 6      |
| 4 (18) | Mark Higgins      | Scott Martin    | Mitsubishi Lancer Evo IX | 4:14:50.8 | 25:28.2   | 5      |
| 5 (19) | Nasser Al-Attiyah | Chris Patterson | Subaru Impreza WRX STI   | 4:14:59.2 | 25:36.6   | 4      |
| 6 (21) | Takuma Kamada     | Naoki Kase      | Subaru Impreza WRX STI   | 4:16:31.5 | 27:08.9   | 3      |
| 7 (23) | Gabriel Pozzo     | Daniel Stillo   | Mitsubishi Lancer Evo IX | 4:19:44.2 | 30:21.6   | 2      |
| 8 (25) | Simone Campedelli | Danilo Fappani  | Mitsubishi Lancer Evo IX | 4:20:51.3 | 31:28.7   | 1      |

### Wertungsprüfungen
| Tag                          | WP Nummer            | WP Name      | Länge   | Start OESZ         | Fahrer             | Auto              | Zeit       | Ø km/h          | Leader         |
| ---------------------------- | -------------------- | ------------ | ------- | ------------------ | ------------------ | ----------------- | ---------- | --------------- | -------------- |
| Tag 1 31. Mai                | WP1                  | Hippodrome 1 | 3,20 km | 19:00              | Mikko Hirvonen     | Ford Focus RS WRC | 02:50.8    | 67,45 km/h      | Mikko Hirvonen |
| Tag 2 1. Juni                |                      |              |         |                    |                    |                   |            |                 | Mikko Hirvonen |
| Service Markopoulo 07:50 Uhr |                      |              |         |                    |                    |                   |            |                 | Mikko Hirvonen |
| WP2                          | Schimatari 1         | 11,56 km     | 09:13   | Marcus Grönholm    | Ford Focus RS WRC  | 10:17.6           | 67,38 km/h | Marcus Grönholm |                |
| WP3                          | Thiva 1              | 23,76 km     | 10:01   | Chris Atkinson     | Subaru Impreza WRC | 16:39.0           | 85,62 km/h | Chris Atkinson  |                |
| WP4                          | Agia Sotira 1        | 15,20 km     | 11:17   | Chris Atkinson     | Subaru Impreza WRC | 09:39.4           | 94,38 km/h | Chris Atkinson  |                |
| WP5                          | Olympic Properties 1 | 5,15 km      | 12:40   | Petter Solberg     | Subaru Impreza WRC | 03:33.7           | 86,76 km/h | Chris Atkinson  |                |
| Service Markopoulo 13:12 Uhr |                      |              |         |                    |                    |                   |            | Chris Atkinson  |                |
| WP6                          | Schimatari 2         | 11,56 km     | 14:55   | Marcus Grönholm    | Ford Focus RS WRC  | 10:10.1           | 68,21 km/h | Chris Atkinson  |                |
| WP7                          | Thiva 2              | 23,76 km     | 15:43   | Dani Sordo         | Citroën C4 WRC     | 16:13.2           | 87,89 km/h | Marcus Grönholm |                |
| WP8                          | Agia Sotira 2        | 15,20 km     | 16:59   | Sébastien Loeb     | Citroën C4 WRC     | 09:25.6           | 96,68 km/h | Marcus Grönholm |                |
| WP9                          | Imittos 1            | 10,96 km     | 18:12   | abgesagt           | abgesagt           | abgesagt          | abgesagt   | Marcus Grönholm |                |
| Service Markopoulo 18:19 Uhr |                      |              |         |                    |                    |                   |            | Marcus Grönholm |                |
| Tag 3 2. Juni                |                      |              |         |                    |                    |                   |            | Marcus Grönholm |                |
| Service Markopoulo 07:30 Uhr |                      |              |         |                    |                    |                   |            | Marcus Grönholm |                |
| WP10                         | Agii Theodori 1      | 48,88 km     | 09:03   | Marcus Grönholm    | Ford Focus RS WRC  | 32:47.9           | 89,42 km/h | Marcus Grönholm |                |
| WP11                         | Loutraki 1           | 9,18 km      | 10:36   | Sébastien Loeb     | Citroën C4 WRC     | 07:21.1           | 74,92 km/h | Marcus Grönholm |                |
| WP12                         | Agia Triada 1        | 10,80 km     | 11:41   | Petter Solberg     | Subaru Impreza WRC | 07:24.5           | 87,47 km/h | Marcus Grönholm |                |
| WP13                         | Olympic Properties 2 | 5,15 km      | 12:54   | Petter Solberg     | Subaru Impreza WRC | 03:23.4           | 91,15 km/h | Marcus Grönholm |                |
| Service Markopoulo 13:26 Uhr |                      |              |         |                    |                    |                   |            | Marcus Grönholm |                |
| WP14                         | Agii Theodori 2      | 48,88 km     | 15:19   | Marcus Grönholm    | Ford Focus RS WRC  | 32:33.0           | 90,1 km/h  | Marcus Grönholm |                |
| WP15                         | Loutraki 2           | 9,18 km      | 16:52   | Sébastien Loeb     | Citroën C4 WRC     | 07:14.7           | 76,02 km/h | Marcus Grönholm |                |
| WP16                         | Agia Triada 2        | 10,80 km     | 17:57   | Sébastien Loeb     | Citroën C4 WRC     | 07:17.2           | 88,93 km/h | Marcus Grönholm |                |
| WP17                         | Hippodrome 2         | 3,20 km      | 19:17   | Sébastien Loeb     | Citroën C4 WRC     | 02:52.8           | 66,67 km/h | Marcus Grönholm |                |
| Service Markopoulo 19:32 Uhr |                      |              |         |                    |                    |                   |            | Marcus Grönholm |                |
| Tag 3 3. Juni                |                      |              |         |                    |                    |                   |            | Marcus Grönholm |                |
| Service Markopoulo 06:15 Uhr |                      |              |         |                    |                    |                   |            | Marcus Grönholm |                |
| WP18                         | Avlonas 1            | 20,00 km     | 07:33   | Sébastien Loeb     | Citroën C4 WRC     | 12:05.1           | 99,3 km/h  | Marcus Grönholm |                |
| WP19                         | Assopia 1            | 17,87 km     | 08:13   | Marcus Grönholm    | Ford Focus RS WRC  | 10:58.6           | 97,68 km/h | Marcus Grönholm |                |
| WP20                         | Imittos 2            | 10,96 km     | 09:33   | abgesagt           | abgesagt           | abgesagt          | abgesagt   | Marcus Grönholm |                |
| Service Markopoulo 10:27 Uhr |                      |              |         |                    |                    |                   |            | Marcus Grönholm |                |
| WP21                         | Avlonas 2            | 20,00 km     | 12:05   | Mikko Hirvonen     | Ford Focus RS WRC  | 12:00.0           | 100,0 km/h | Marcus Grönholm |                |
| WP22                         | Assopia 2            | 17,87 km     | 12:45   | Jari-Matti Latvala | Ford Focus RS WRC  | 10:47.8           | 99,31 km/h | Marcus Grönholm |                |
| WP23                         | Hippodrome 3         | 3,20 km      | 14:30   | Dani Sordo         | Citroën C4 WRC     | 02:55.4           | 65,68 km/h | Marcus Grönholm |                |

Quelle:

### Gewinner Wertungsprüfungen
| WP               | Anzahl | Fahrer             | Auto               |
| ---------------- | ------ | ------------------ | ------------------ |
| 8, 11, 15–18     | 6      | Sébastien Loeb     | Citroën C4 WRC     |
| 2, 6, 10, 14, 19 | 5      | Marcus Grönholm    | Ford Focus RS WRC  |
| 5, 12, 13        | 3      | Petter Solberg     | Subaru Impreza WRC |
| 3, 4             | 2      | Chris Atkinson     | Subaru Impreza WRC |
| 1, 21            | 2      | Mikko Hirvonen     | Ford Focus RS WRC  |
| 7, 23            | 2      | Dani Sordo         | Citroën C4 WRC     |
| 22               | 1      | Jari-Matti Latvala | Ford Focus RS WRC  |

### Fahrer-WM nach der Rallye
| Pos. | Fahrer          | Punkte |
| ---- | --------------- | ------ |
| 1    | Marcus Grönholm | 65     |
| 2    | Sébastien Loeb  | 56     |
| 3    | Mikko Hirvonen  | 49     |
| 4    | Dani Sordo      | 28     |
| 5    | Petter Solberg  | 26     |

### Team-Weltmeisterschaft
| Pos. | Team               | Punkte |
| ---- | ------------------ | ------ |
| 1    | Ford WRT           | 114    |
| 2    | Citroën WRT        | 86     |
| 3    | Subaru WRT         | 43     |
| 4    | Stobart Ford WRT   | 41     |
| 5    | Kronos Citroën WRT | 27     |